# Александрова Марина Андріївна
Мари́на Андрі́ївна Алекса́ндрова, справжнє прізвище — Пупе́ніна (рос. Марина Андреевна Александрова; 29 серпня 1982) — російська акторка театру і кіно. Заслужена артистка Росії (2016).
Фігурант бази даних центру «Миротворець».

## Життєпис
Народилася 	29 серпня 1982 в угорському містечку Кішкунмайша, нині — медьє Бач-Кішкун, в родині військовика. 
Через військову службу батька у п'ятирічному віці разом з родиною переїхала до Забайкалля, згодом — у Санкт-Петербург. Закінчила математичну школу № 308 і музичну школу за класом арфи. З 9-го класу відвідувала театральну студію при телевізійному «П'ятому каналі», брала участь в телепередачах і поетичних вечорах.
У 1999 році вступила й у 2003 році закінчила Вище театральне училище імені Б. В. Щукіна. З 2006 по 2011 роки — акторка театру «Современник».
В кінематографі дебютувала першокурсницею, знявшись у стрічці «Північне сяйво» (2001). Широко відомою стала після зйомок у фільмі «Азазель» (2002).

## Фільмографія
- 1998 — Білосніжка і сім гномів (фільм-спектакль) — Білосніжка.
- 1998 — Спляча красуня (фільм-спектакль) — принцеса Веліна.
- 2000 — Імперія під ударом — Марія Столипіна (озвучила Юлія Рудіна).
- 2001 — Північне сяйво — Аня.
- 2002 — Азазель — Ліза Еверт-Колокольцева, наречена Фандоріна.
- 2002 — Злодійка-2. Щастя напрокат — Юля Балашова.
- 2002 — Головні ролі — Євгенія.
- 2002 — Лікар мимоволі (фільм-спектакль) — Люсінда, дочка Жеронта.
- 2003 — Коли сонце було богом | Stara baśń. Kiedy słońce było bogiem (Польща) — Дзіва.
- 2003—2004 — Бідна Настя — принцеса Марія Гессен-Дармштадська.
- 2004 — Віола Тараканова. У світі злочинних пристрастей-1 — Тома, краща подруга Віоли Тараканової.
- 2004 — Небо в горошок (Україна) — Женя Філатова.
- 2004 — Танення снігів | Fonte des neiges, La (Франція) — Олена.
- 2005 — Віола Тараканова. У світі злочинних пристрастей-2 — Тома, краща подруга Віоли Тараканової.
- 2005 — Зірка епохи — Валентина Сєдова.
- 2005 — І йшов потяг | ქართული ფილმები (Грузія) — провідниця Зіна.
- 2005 — Щастя ти моє — Поліна Гайворонська (Печерська).
- 2006 — Віола Тараканова. У світі злочинних пристрастей-3 — Тома.
- 2006 — Останній бронепоїзд (Росія, Білорусь) — Тома.
- 2006 — Утьосов. Пісня довжиною у життя — Олена в молодості.
- 2008 — Крутий маршрут (фільм-спектакль) — Каролла.
- 2008 — Стрітрейсери — Катя, колишня дівчина Докера.
- 2009 — Бабуся Ада — Таїс.
- 2009 — Котовський — Анна Сергіївна.
- 2009 — Правда приховує брехню — Дар'я.
- 2009—2011 — Хмара над пагорбом | 坂 の 上 の 雲 (Росія, Японія) — Аріадна, кохана Хіросе.
- 2010 — Гаражі — Тетяна.
- 2010 — Зайцев, пали! Історія шоумена — Аліна, улюблена жінка Зайцева.
- 2010 — Ідеальний чоловік (фільм-спектакль) — місіс Чивлі.
- 2010 — Червоний лід. Сага про хантів Югри — Віра.
- 2010 — Ховайся! | Weather Station, The | Hide! — Ірина Пеньковська, дружина банкіра.
- 2010 — Я тебе нікому не віддам (Росія, Україна) — Світлана.
- 2011 — Безприданниця — Лариса.
- 2011 — All inclusive, або Все включено! — Анна, аніматор.
- 2011 — Висоцький. Дякуємо, що живий — Людмила Абрамова, друга дружина Висоцького.
- 2011 — «Кедр» пронизує небо — Елізабет Бентлі.
- 2011 — Крисоловка | Rotilõks (Естонія) — Катя.
- 2011 — МУР. Третій фронт — Поліна Майська.
- 2011 — Правила маскараду — Анна Дружиніна.
- 2011 — Терміново шукаю чоловіка — Олена Станіславівна Стасова.
- 2012 — Мосгаз — Соня Тимофеєва, лейтенант міліції, криміналіст.
- 2012 — Снайпер 2. Тунгус — Любов Азаріна, молода актриса.
- 2013 — Все включено-2 — Анна, аніматор.
- 2014 — Душа шпигуна — Бригіта.
- 2014 — Катерина — імператриця Катерина II.
- 2014 — Нереальне кохання — Мира Орлова.
- 2014 — Кат — Соня Тимофєєва, лейтенант міліції, криміналіст.
- 2015 — Чумацький шлях — Надія, дружина Андрія.
- 2015 — Павук — Соня Тимофєєва, лейтенант міліції, криміналіст.
- 2015 — Народжена зіркою — Клаудіа Коваль, співачка.
- 2016 — Шакал — Соня Тимофєєва, капітан міліції, криміналіст.

## Нагороди і почесні звання
- Приз в номінації «Кращий дебют» на Міжнародному фестивалі художніх телефільмів (2003, Сен-Тропе, фільм «Танення снігів»).
- Лауреат Молодіжної премії «Тріумф» (2007)[6].
- Кінонагорода «MTV Росія» (2009).
- Заслужена артистка Росії (2016).